# Отблески Этерны
«Отблески Этерны» — цикл романов в жанре фэнтези, принадлежащий перу Веры Камши. Издаётся с 2004 года, вышло 17 книг, цикл до сих пор не закончен. Его относят к исторической или псевдоисторической мистике, так как его действие происходит в вымышленном мире, похожем на Новое время, но с магией. В 2005 году журнал «Мир фантастики» назвал «Отблески Этерны» лучшим образчиком исторического фэнтези. «Отблески Этерны» послужили вдохновением для создания нескольких песен Канцлера Ги. В 2020 году начаты съёмки телесериала «Этерна» по мотивам «Отблесков Этерны».
Цикл состоит из романов «Красное на красном», «От войны до войны», «Лик Победы», «Зимний излом» и «Сердце Зверя». Пятая часть цикла — «Сердце Зверя» при публикации была разделена на три части: «Правда стали, ложь зеркал», «Шар судеб» и «Синий взгляд смерти». В ходе публикации третья часть пятой книги была, в свою очередь, разделена на три части: «Закат», «Полночь» и «Рассвет». «Рассвет» в итоге был опубликован пятью отдельными книгами в 2017—2019 годах. Затем вышла следующая книга цикла — «Ветер и вечность», первый том которой озаглавлен «Предвещает погоню» (2021). На начало 2022 года всего в цикле вышло 16 книг..

## Сюжет
Действие серии романов происходит в мире под названием Кэртиана, и основным местом действия является королевство Талиг. Четыреста лет назад была свергнута династия Раканов, представители которой теперь находятся в изгнании, и воцарилась династия Олларов. Виднейшее место среди знати Талига занимают четыре древних аристократических дома — дом Молний (Эпинэ), дом Скал (Окделлы), дом Ветра (Алва) и дом Волн (Придды). Представитель дома Молний Робер Эпинэ служит королю в изгнании Альдо Ракану, который пытается вернуться на престол. Основной сюжет первых книг цикла вращается вокруг юного главы дома Скал — Ричарда Окделла. Его отец погиб, пытаясь свергнуть династию Олларов, и Ричард отправляется в столицу, ненавидя короля и двор, но по стечению обстоятельств становится оруженосцем главы дома Ветра — Рокэ Алвы, который служит королю Франциску Оллару и его супруге Катари.
В то же самое время Альдо Ракан получает странное предложение от представителей народности гоганов: они готовы помочь ему вернуться на престол в обмен на руины древней столицы Раканов. Залогом соглашения с гоганами становится девушка по имени Мэллит. Эти события служат завязкой цикла, и отдельные главы прослеживают сюжетные линии разных персонажей.
Повествование в романах ведётся от третьего лица, но в каждой главе в центре внимания оказывается один из персонажей (репортеров), чьи размышления и действия подробно описываются. В начале цикла таких центральных персонажей трое: Ричард Окделл, Матильда Ракан (бабушка претендента на престол Альдо Ракана) и Робер Эпинэ, но позднее к ним присоединяются новые. Важными действующими лицами являются также наследник дома Приддов Валентин и дипломат Марсель Валме.

## Издания
| Книга   | Название книги       | Том | Название тома                                                                               | Издательство | Год | Стр. | ISBN |
| ------- | -------------------- | --- | ------------------------------------------------------------------------------------------- | ------------ | --- | --- | --- |
| Приквел | «Пламя Этерны»       |     |                                                                                             | Эксмо        | 2004 | | |
| Приквел | «Белая Ель»          |     |                                                                                             | Эксмо        | 2005 | | |
| 1.      | «Красное на красном» |     |                                                                                             | Эксмо        | 2004 2021 | 544 704 | ISBN 5-699-05436-7 ISBN 978-5-699-05436-7 (доп.тираж, 2007) ISBN 978-5-04-164222-8 (Оф. 1) ISBN 978-5-04-122146-1 (Оф. 2)(переиздание, 2021) |
| 2.      | «От войны до войны»  |     |                                                                                             | Эксмо        | 2005 2022 | 576 752 | ISBN 5-699-07131-8 ISBN 978-5-04-122147-8 (переиздание, 2022) |
| 3.      | «Лик Победы»         |     |                                                                                             | Эксмо        | 2005 2022 | 752 832 | ISBN 5-699-12958-8 ISBN 978-5-04-156900-6 (переиздание, 2022) |
| 4.      | «Зимний излом»       | 1.  | «Из глубин»                                                                                 | Эксмо        | 2006 2023 | 640 800 | ISBN 5-699-16920-2 ISBN 978-5-04-175983-4 (переиздание, 2023) |
| 4.      | «Зимний излом»       | 2.  | «Яд Минувшего» (в двух частях)                                                              | Эксмо        | 2007 | 480 (ч.1) 480 (ч.2) | ISBN 978-5-699-21483-9 (ч.1) ISBN 978-5-699-21484-6 (ч.2) |
| 5.      | «Сердце Зверя»       | 1.  | «Правда стали, ложь зеркал»                                                                 | Эксмо        | 2008 | 544 | ISBN 978-5-699-31798-1 |
| 5.      | «Сердце Зверя»       | 2.  | «Шар судеб»                                                                                 | Эксмо        | 2009 | 480 | ISBN 978-5-699-38419-8 |
| 5.      | «Сердце Зверя»       | 3.  | «Синий взгляд смерти» (в трёх частях: I — Закат; II — Полночь; III — Рассвет (в пяти томах) | Эксмо        | 2011 (ч.1) 2012 (ч.2) 2017 (ч.3, «Рассвет», часть 1) 2017 (ч. 3, «Рассвет», часть 2) 2017 (ч. 3, «Рассвет», часть 3) 2019 (ч. 3, «Рассвет», часть 4) 2019 (ч. 3, «Рассвет», часть 5) | 704 (ч.1) 610 (ч.2) 608 (ч.3, книга 1) 544 (ч. 3, книга 2) 512 (ч. 3, книга 3) 448 (ч. 3, книга 4) 480 (ч. 3, книга 5) | ISBN 978-5-699-47653-4 (ч.1) ISBN 978-5-699-60015-1 (ч.2) ISBN 978-5-699-96786-5 (ч.3, часть 1) ISBN 978-5-699-97920-2 (ч.3, часть 2) ISBN 978-5-04-089315-7 (ч.3, часть 3) ISBN 978-5-04-098609-5 (ч.3, часть 4) ISBN 978-5-04-099928-6 (ч.3, часть 5) |
| 6.      | «Ветер и вечность»   | 1.  | «Предвещает погоню»                                                                         | Эксмо        | 2021 | 880 | ISBN 978-5-04-101943-3 |
|         |                      | 2.  | «Песнь четверых»                                                                            | Эксмо        | 2025 (запланировано) | | |
|         |                      | 3.  | «Солнце над башней»                                                                         | Эксмо        | | | |

## Цикл

### Красное на красном
Время действия: осень 397 — осень 398 годов круга Скал хронологии цикла. Как объясняется в предыстории, эпохи или «Круги», названные в честь четырёх стихий — Волн, Молний, Скал и Ветра, в Кэртиане длятся по 400 лет, а конец каждой ознаменовывается крупными социальными потрясениями (так, конец предыдущего Круга совпал со свержением династии Раканов и воцарением Олларов).
В «Красном на красном» вводятся все основные герои и даётся завязка сюжета, в центре которого оказывается Ричард Окделл — единственный сын и наследник мятежного герцога Эгмонта. За пять лет до начала повествования отец Ричарда поднял восстание против династии Олларов, правящей Талигом, считая Олларов узурпаторами, губящими страну своей политикой. Мятеж закончился неудачей, Эгмонт погиб, а его семья оказалась в опале. Тем не менее Ричард неожиданно для всех становится оруженосцем Первого Маршала Талига герцога Рокэ Алва — главного врага антиолларовской партии, убившего его отца на дуэли, — и под его началом принимает участие в своей первой военной кампании.
Вторая сюжетная линия «Красного на красном» — «эмигрантская». После того как 400 лет назад основатель династии Олларов, бастард марагонского герцога Франциск, сверг талигойского короля Эрнани из династии Раканов, его супруга и наследник бежали за пределы Талига. Они нашли убежище в Святом городе Агарисе, заручившись покровительством главы эсператистской церкви. К началу повествования Агарис является домом для многих противников Олларов, в том числе для участника восстания Эгмонта Робера Эпинэ. Последний представитель династии Раканов, принц Альдо, с целью свержения Олларов заключает союз одновременно и с гоганами, и эсператистским орденом Истины, которых интересует не столько судьба Талига, сколько гальтарские древности, связанные с эпохой Абвениев. В результате этого развязывается война в Варасте, цель которой — оставить Талиг без его главной житницы и спровоцировать голодные бунты.

### От войны до войны
Во второй книге описываются события в Агарисе, Олларии и Надоре в период с начала зимы 398—399 года до конца весны 399 года, между окончанием кампании в Варасте и началом войны в Фельпе. В преддверии новой смены эпох в Талиге зреют заговоры. Попытка примирения эсператистской и олларианской Церквей оборачивается кровавым бунтом, а Ричард Окделл, разрывающийся между любовью к королеве Катарине и симпатией к Рокэ Алва, предпринимает попытку отравить последнего, в результате чего вынужден покинуть Талиг.
Прологом к роману служит повесть «Талигойская баллада», описывающая события, которые сопровождали воцарение первого из династии Олларов, Франциска, за 400 лет до начала основного цикла.

### Лик Победы
Действие третьей книги начинается сразу же после отъезда Первого маршала в Фельп и заканчивается поздней осенью того же 399 года. Пока Алва наносит поражения врагам Талига на Юге, спасая союзников от Бордона и Гайифы, всесильный кардинал олларианской церкви Сильвестр неожиданно для всех умирает. Власть в Олларии фактически переходит в руки графа Манрика и его союзника герцога Колиньяра. В это время на юге Талига вспыхнуло восстание, которое против своей воли возглавил Робер Эпине.
К нему присоединяются Альдо Ракан и Ричард Окделл. Резервная армия Талига, сформированная Манриком, и гарнизон Олларии, подкупленные гоганами, переходят на сторону Ракана, который захватывает столицу Талига, провозгласив возрождение великой Талигойи. В конце книги герцог Алва неожиданно возвращается с Юга, чтобы спасти своего короля.

### Зимний излом
Четвёртая книга состоит из двух томов: «Из глубин» и «Яд минувшего». В книге описываются события с 11 дня месяца Осенних Ветров 399 года по 8 день месяца Зимних Ветров 400 года Круга Скал.
Несмотря на то, что Фердинанд Оллар сдался Ракану и отрёкся от престола, власть нового короля под угрозой. Его не признали влиятельный на Севере герцог Рудольф Ноймаринен, провозглашённый регентом при наследнике Карле Олларе, вывезенном в Бергмарк, большая часть дворянства провинции Эпине, а также командующие талигойскими армиями и флотом. Но их руки связаны внешними угрозами со стороны соседей Талига. В районе вольного города Хексберг, расположенного неподалёку от границы Талига с Дриксен, происходит масштабное морское сражение между флотом Дриксен (командующий Олаф Кальдмеер) и Талига (в основном, марикьяре под командованием Рамона Альмейды). В результате дриксенский флот уничтожен практически полностью, а адмирал Кальдмеер и его адъютант Руперт фок Фельсенбург (наследник одной из влиятельнейших фамилий Дриксен) оказываются в плену. Но угроза с Севера не снята.
В это время в столице король Альдо Ракан сносит памятники ненавистного олларовского Талига, разрушает могилы и пытается возродить традиции и порядки времён Золотой Империи.

### Сердце Зверя
Книга состоит из трех томов: «Правда стали, ложь зеркал», «Шар судеб» и «Синий взгляд смерти» (название последнего тома также распространяется на следующие книги).

#### Сердце Зверя. Правда стали, ложь зеркал
Действие первого тома пятой книги начинается в Весенний Излом 400 года Круга Скал и завершается в 20 день Весенних Волн того же года. Сюжет романа посвящён новой войне, постепенно захватывающей Золотые Земли. В столице Альдо Ракан пытается обуздать силы, в древности покровительствовавшие роду Раканов. Неспокойно и на Севере, в мирных землях успешно действующей на поле боя Дриксен.

#### Сердце Зверя. Шар судеб
Действие тома начинается в 20-21 день Весенних Волн 400 года Круга Скал и завершается в 24 день Весенних Молний того же года. Близко лето, и раскручивается маховик войны. Но и места, далёкие от сражений, нельзя назвать безопасными. В Талиге верные королеве пытаются навести порядок в столице, вновь ставшей Олларией. В Дриксен Руперт фок Фельсенбург выбирает честь, а не политику. Лионель Савиньяк начинает рискованный поход в Гаунау, оттягивая на себя вражеские силы. В далёкой от северной войны Кагете и Гайифе назревают проблемы.

### Синий взгляд смерти

#### Синий взгляд смерти. Закат
Действие тома начинается в 9 день Летних Скал 400 года Круга Скал и завершается в 16 день Летних Волн того же года. Главные противоборствующие стороны остались «без головы», но Дриксен продолжает наступать, а Талиг — обороняться. Впереди неизбежно генеральное сражение. Руперт фок Фельсенбург спасает своего адмирала вопреки всему, Робер Эпинэ ищет, откуда в Олларию может прийти беда, Рокэ Алва укрепляет южные границы.

#### Синий взгляд смерти. Полночь
Действие тома начинается в 18 день Летних Волн 400 года Круга Скал и завершается в 8 день Осенних Скал того же года. Сражение на Мельниковом лугу закончилось неожиданно для обеих сторон, и почти победителям, и почти побежденным приходится иметь дело с последствиями. В Олларии вспыхивает бунт. По Золотым Землям распространяется новая беда — бесноватость, с которой ранее никто не сталкивался, но последствия ощущают все.

#### Синий взгляд смерти. Рассвет
На начало 2021 года книга насчитывает 5 томов. Действие начинается в 7 день Летних Молний 400 года Круга Скал и завершается в 11 день Зимних Ветров 1 года Круга Ветра. Излом Эпох рушит прежние союзы и вынуждает заключать новые, порой неожиданные. Противники, недавно сражавшиеся друг с другом, заключают мир и поворачиваются к новым угрозам. А все, кто способен взглянуть дальше и глубже очевидных событий, пытаются разобраться с тем, что стоит за войнами Излома и бесноватостью.

### Рассказы и повести
«Пламя Этерны» посвящено событиям почти полуторатысячелетней давности, результатом которых был переход от абвениатства к эсператизму. В этой повести раскрываются многие сюжетно значимые тайны. Повесть входит в переиздание романа «От войны до войны» (2022).
«Белая Ель» рассказывает о событиях в Алате, не связанных напрямую с основной сюжетной линией, но дающих представление о некоторых аспектах магической стороны кэртианской жизни. Ранее была опубликована как отдельная повесть в сборнике Эксмо «Фэнтези-2006». Входит также в переиздание романа «Лик Победы» (2022).
«Талигойская Баллада» рассказывает о захвате власти Франциском Олларом. Основным рассказчиком-репортёром является Алан Окделл, предок Ричарда Окделла, повелителя Скал из основного цикла. Повесть входит в переиздание романа «Красное на красном» (2021).
«Записки мэтра Шабли» — дневники учителя землеописательных наук из Лаик — школы оруженосцев, через которую со времен Франциска I проходит высшее дворянство Талига. В них рассказывается о мятеже Эгмонта Окделла и событиях в Лаик.

## Мир произведений

### Кэртиана
Действие романов происходит в мире под названием Кэртиана, являющимся в свою очередь одним из миров великого «Ожерелья». Ожерелье окружено агрессивной средой, называемой в романах «Чужим», которая стремится его поглотить. «Чужое» сдерживают на Рубеже так называемые Стражи Заката, известные также как Одинокие. Базой Одиноких долгое время служила цитадель Этерна (в честь которой назван цикл), с источником силы — «Пламенем», но по неизвестным причинам она была разрушена. После разрушения Этерны Стражи потеряли большинство своих сил, включая возможность создавать себе подобных. В то же время в охраняемых ими мирах появились «раттоны» — существа, уничтожающие миры изнутри. Одинокие неспособны бороться с раттонами, и хотя это в силах смертных людей, обитающих в мирах Ожерелья, люди о них не знают. Кэртиана — один из миров, находящихся в опасности. Мир Кэртианы изначально был более благоприятен для жизни, чем Земля, и её развитие было более плавным и гармоничным.
Та часть Кэртианы, где разворачивается сюжет цикла, называется «Золотые Земли» и представляет собой окружённый морями материк, бо́льшую и центральную часть которого занимает королевство Талиг Север и восток материка поделены между малыми независимыми государствами, большинство которых враждебно настроено к Талигу. Несмотря на существующие историко-культурные параллели, автор предостерегает от проведения прямых параллелей между миром Кэртианы и Землёй.

### Повелители и Золотая Анаксия
Кэртиана — мир, созданный четвёркой богов-творцов, которые впоследствии были названы Абвениями (Ушедшими), поскольку они покинули Кэртиану. Звали этих богов Лит (Скалы/земная твердь), Анэм (Ветер/воздух), Унд (Волны/вода) и Астрап (Молнии/огонь). Главы домов Скал, Ветра, Волн и Молний считались потомками богов.
В эпоху после ухода Абвениев в Кэртиане существовала Золотая Анаксия, государство, объединившее все известные на тот момент Золотые Земли. Титул правителя — «анакс». Анаксы принадлежали к роду Раканов, поставленных во главе Золотых Земель Абвениями. Следующими по знатности были Повелители Стихий: потомки одного из Абвениев.
- Надорэа, Повелители Скал, потомки сына Лита Литтиона.

- Борраска, Повелители Ветра, потомки сына Анэма.

- Пенья, Повелители Волн, потомки сына Унда Ундиона.

- Марикьяре, Повелители Молний, потомки сына Астрапа Астрапиона.

У каждого Повелителя было четверо «кровных вассалов», всего 16 семей, так же ведущих родословную от Абвениев. Высшая, кровная аристократия Анаксии назывались «эориями» (по объяснению автора, это означает «существующие здесь и сейчас»; некровная, появившаяся позднее — ординарами. Титул ординара можно было потерять, передать, получить за заслуги, эорием — только родиться.
Повелители являлись прямыми потомками соответствующего Абвения и в гальтарские времена могли взывать к «своей» стихии. На момент действия сериала и книг знание об этих способностях полностью утрачено, тем не менее, несомненно наличие связи Повелителя с процессами, происходящими в мире.
Статус Повелителя, подвластный лишь силам мироздания, передавался по наследству строго по мужской линии без учёта законнорождённости. Это отличается от наследования подвластных людям феодальных титулов, где законнорождённость учитывается, что создаёт неясность в вопросе о том, кто именно на самом деле (а не по людским поверьям) актуальный Повелитель, и является частью сюжета.

### Эсператизм и возникновение Талигойи
На излёте эпохи Золотой Анаксии возникает эсператизм (монотеистическая религия), получившая название по священной для её приверженцев книги — «Эсператия». Символом эсператизма стала «эспера» (звезда с семью лучами). Анакс Эрнани Ракан отверг традиционную для Золотой Анаксии религию абвениатство, принял эсператизм, переименовал государство в Золотую империю и перенёс столицу из Гальтары в город Кабитэла. Возникает эсператистская церковь, глава которой получает титул Эсперадора.
Под влиянием набирающего силы эсператизма начинается борьба с проявлениями абвениатства, в частности, были наложены сакральные табу на проявления условной «бытовой магии», обычной для Кэртианы. Предположительно именно тогда были утеряны знания о том, в чём заключается реальная суть статуса Повелителя. В это же время эории меняют старые фамилии, напоминавшие об Абвениях, на новые и начинают называться Людьми Чести. Так, Повелители Скал из Надорэа становятся герцогами Окделлами, правителями северо-восточной талигойской провинции Надор; Повелители Молний превращаются в герцогов Эпинэ и правителей одноимённой южной провинции. Род Борраска пресёкся из-за чумы и титул Повелителей Ветра перешёл к их родственникам герцогам Алва, правящими Кэналлоа и островом Марикьяра на юго-западе Талигойи. Повелители Волн — герцоги Придды, правители одноимённой западной провинции.
Золотая Империя распалась на несколько государств — Талигойя, Гайифская империя на востоке, Фельп и Бордон, Ургот, Агария и Алат на юге. К северу от Талигойи возникли государства Дриксен и Гаунау, основанные варитами, вынужденными переселенцами из Седых Земель (самый северный континент, пострадавший от обледенения). Переселенцы происходили от двух народов — агмов и варитов, ненавидевших друг друга испокон веков. Агмы — позднее бергеры — вступили в союз с Талигойей и частично стали подданными талигойской короны, вариты же, в свою очередь, создали враждебные Талигойе государства Дриксен и Гаунау. В этих государствах термины «агм» и «варит» сохраняли силу и на момент описываемых событий. С упадком Талигойи резиденция Эсперадора переместилась в южный город Агарис, он же Святой Город.

### Узурпация Олларов
Слабость последнего короля Талигойи привела к захвату власти узурпатором Франциском Олларом, оказавшимся весьма сильным правителем. Государство было переименовано в Талиг, столица — в Олларию. Также Франциск порвал с эсператизмом и создал собственную религию — олларианство.
В начале первой книги королём Талига был потомок Франциска Фердинанд Оллар, Повелители Скал — герцог Ричард Окделл, Молний — Анри-Гийом Эпинэ (после его смерти титул перешёл к внуку — Роберу Эпине), Волн — Вальтер-Эрик-Александр Придд (после его казни титул перешёл к сыну — Валентину-Отто Придду), Ветра — Рокэ Алва. В мире Кэртианы используются земные (обычно европейские) имена людей.

## Персонажи

### Ричард (Дик, Дикон) Окделл
Первый по тексту сериала персонаж-репортер.
Герцог Окделл, сюзерен Надора — провинции на северо-востоке Талига. Потомственный Повелитель Скал. Относит себя к старому доолларовскому дворянству, т. н. Людям Чести. Сын убитого мятежника герцога Эгмонта и Мирабеллы Карлион. Имеет трёх сестер — Айрис, Эдит и Дейдри.
Воспитывался матерью и дядей Эйвоном Лараком в духе Людей Чести: Ричард эсператист, восхищается своим предком Аланом Окделлом и отцом, которого считает героем и мучеником за великую Талигойю и Людей Чести, и презирает узурпаторов Олларов, олларианскую церковь и «навозников» — людей, получивших дворянство от Олларов. Лидер оппозиции, кансилльер Август Штанцлер, человек из круга покойной королевы Талига Алисы Дриксенской и соратник отца, становится для Ричарда высшим авторитетом.
В 16 лет по требованию короля был отправлен в школу унаров (оруженосцев) в аббатстве Лаик в подчинение к капитану Арамоне. Вместе с Окделлом обучались несколько других персонажей, активно участвующих в сюжете, в том числе Валентин Придд, Эстебан Колиньяр, Арно Савиньяк, братья Катершванцы Норберт и Йоганн, Альберто Салина и Паоло Куньо.
В День Святого Фабиана (день «выпуска» из Лаик) никто не хотел брать его к себе. Окделл почти отчаялся, но в последний момент Рокэ Алва взял его в оруженосцы, несмотря на то что именно кэналлиец сыграл огромную роль в подавлении мятежа Эгмонта. Окделл парадоксальным образом согласился стать оруженосцем убийцы отца.
Отношения Дика со своим эром (обращение к знатному мужчине из старой аристократии, которое было принято в кругу Людей Чести, к женщинам обращались «эрэа») сначала не складывались. Алва ясно давал понять, что оруженосец ему ни к чему и был взят почти случайно, что, однако, не мешало ему по-своему о нём заботиться. Вначале Дик обижался и даже вызвал собственного эра на дуэль, но со временем поменял своё отношение к нему, начав неосознанно и осознанно ему подражать. Немалую роль в этом сыграло их совместное участие в военной кампании в Варасте и Сагранне. Ричард, живущий в мире своих грёз, вскоре начинает мечтать о примирении Людей Чести и Алвы, после которого, по его мнению, можно будет свергнуть Оллара и вернуть трон истинному королю Альдо Ракану. Позже он даже готов отказаться от мечты о возвращении Раканов, ссорится со своей матерью, упомянув свою клятву королю Оллару и Талигу.
Штанцлер знакомит Ричарда с королевой Катариной (из Дома Ариго, сторонников антиолларской партии), женой правящего короля Фердинанда. Окделл, и ранее относившейся к королеве с большим уважением, немедленно глубоко и искренне влюбляется в Катарину, несмотря на то что она старше его, мать троих детей и любовница Рокэ Алвы. Штанцлер, обеспокоенный растущим влиянием Алвы на Дикона, пытается настроить юного герцога против Рокэ, используя в том числе его влюбленность в королеву. Это удаётся, и когда Штанцлер сообщает Окделлу о плане кардинала Сильвестра уничтожить всех оставшихся Людей Чести, в том числе и Катарину, Дикон, несмотря на прорезавшиеся симпатии к Алве, соглашается его убить. Для этой цели Штанцлер даёт Окделлу кольцо, наполненное ядом. Однако покушение не удалось. Алва, догадавшись о нём, избегает смерти от яда, после чего приказывает слуге Хуану вывезти Окделла за пределы Талига.
Покинув родину, Окделл приезжает к Альдо Ракану, полный искреннего порыва служить ему (в понимании Дикона Альдо есть истинный потомок древних королей) и входит в его ближайшее окружение. После захвата власти Раканом Окделл становится его самым лояльным придворным, поддерживая все, даже весьма сомнительные с этической точки зрения деяния Альдо.
В ходе суда над герцогом Алва, устроенным Альдо Раканом, Окделл выступил за казнь своего сюзерена, тем самым нарушив клятву крови служить своему монсеньору и Раканам (очередное подтверждение происхождения Рокэ от древней фамилии) и совершив клятвопреступление, за которое пришлось расплатиться его владениям и всем, кто находился в тот момент в замке. Магические силы Скал разрушили родовой замок Окделлов, при этом погибли его мать, дядя, кузен и сёстры. Сам Ричард считает, что замок разрушило землетрясение, но в тексте дано большое количество грозных магических предвестников катастрофы.
После гибели Альдо Окделла отодвигают от власти. Овдовевшая Катарина, ставшая после гибели Оллара и Ракана регентом Талига, отвергла любовь Дикона, дав понять, что никогда его не любила. Во время объяснения с ней (возможность для Ричарда подслушать речи королевы была подстроена фрейлиной Дженнифер Рокслей) Ричард выходит из себя и убивает одну из фрейлин и саму беременную королеву кинжалом, но нерождённого ребёнка удалось спасти. Совершив это, он бежит в дом Штанцлера, где его застаёт Карваль (один из южан, первоначально поднявших мятеж, но после прихода к власти Альдо разочаровавшийся и поддержавший возвращение законной власти).
Погибает во время попытки Карваля остановить надвигающееся из Надора «нечто», разбуженное Изломом и клятвопреступлением.

### Робер Эпинэ
Второй персонаж-репортер.
Потомственный герцог Эпинэ и Повелитель Молний. Участник мятежа Эгмонта Окделла, в котором участвовал вместе с братьями и отцом Морисом, маркизом Эр-При, по настоянию деда Анри-Гийома Эпинэ. В решающей битве у болот Ренквахи часть союзников предпочла отступить, в результате оставшиеся мятежники были разгромлены, отец и братья убиты, а сам Робер ранен и в бессознательном состоянии вывезен в Агарис. Заботу о раненом Эпинэ взяла на себя Матильда Ракан. Робер сдружился с её внуком Альдо, искренне считая последнего своим законным сюзереном.
Сопровождая Альдо при заключении магической сделки (помощь в захвате власти в обмен на развалины Гальтары и «первородство»), связывается с гоганами, которые называют его «сын Флоха» (Астрапа) и допускают к некоторым из своих магических тайн. Влюбляется в юную гоганни по имени Мэллит, на которой лежит сильнейшее заклятие — она одновременно защита Альдо Ракана и залог его честности в этой сделке. В случае покушения на Ракана или его клятвопреступления она скорее всего умрёт. Сама Мэллит влюблена в Альдо и не замечает любви Робера.
Участвовал в кампании в Сагранне на стороне врагов Талига, где во время одного из сражений встретился с Ричардом Окделлом. После поражения был выдан союзником (казаром Кагеты Адгемаром) Рокэ Алве, но тот отпустил Робера. По возвращении Эпинэ начинает понимать, что затея с возвращением трона Ракану самоубийственна из-за слишком большой самонадеянности и недальновидности Альдо. После смерти деда был вызван ложным письмом от матери в Эпинэ, где был вынужден возглавить восстание против Олларов. Узнав об этом, Альдо Ракан сбежал из Алата, куда был вынужден перебраться из Агариса, и присоединился к восставшим. Резервная армия маршала Леонарда Манрика, направленная на Юг для подавления мятежа, перешла на сторону Ракана, что привело к падению столицы.
После прихода Альдо Ракана к власти становится Первым Маршалом Талигойи. Пытался сдерживать творящееся в столице беззаконие, но осознав, что Альдо не может быть королём и вся эта авантюра закончится катастрофой, начал (вместе с кардиналом Левием) составлять заговор, целью которого было отстранение Ракана от власти и его вывоз за пределы Талига.
После смерти Альдо остался в Олларии и служил Её Величеству регенту Талига Катарине. После убийства Катарины герцогом Окделлом ради сохранения мира был вынужден взять на себя обязанности Проэмперадора Олларии, после чего получил подтверждение назначения (а также звания маршала) от Рокэ Алвы, на тот момент законного регента. После активизации в столице «бесноватых» вывел всех желающих за пределы так называемого «кольца Эрнани» — древней охранной границы столичной области. Также увёз из города новорождённого сына королевы Катарины, опекуном которого является согласно статусу и родству.
В ходе одной из стычек с «бесноватыми» магическим образом оказался в Варасте в компании вышедшего из Лабиринта Рокэ Алвы и Марселя Валме, вместе с которыми отправился сначала в столичную область, а затем и на Север, где принял участие в военной кампании.

### Рокэ Алва
Наследный герцог полуострова Кэналлоа и острова Марикьяра на юго-западе и Первый маршал Талига (главнокомандующий всеми талигойскими армиями). Принадлежит к Великому Дому Ветра, одному из высших родов Талига. Данный титул Алва унаследовали от пресёкшегося рода Борраска, существовавшего ещё во времена Золотой Анаксии. Предок Рокэ, Рамиро Алва по прозвищу Вешатель, согласно завещанию своего отчима Франциска, первого короля из династии Олларов, должен был унаследовать трон, но предпочёл скрыть документ и короновал своего единоутробного брата Октавия. Глава Дома Алва является первым в очереди на трон Талига в случае пресечения дома Олларов (далее по кодексу Франциска: Ноймаринен, Савиньяк, Дорак и Салина).
Очень красивый, черноволосый и синеглазый, имеет прозвище «Ворон». Непобедим ни как дуэлянт, ни как военачальник, ни за карточным столом. Общепризнанный лучший полководец Золотых Земель. По мнению многих, пользуется помощью Леворукого (антипод Создателя в эсператизме). Объём знаний о магических силах Кэртианы (утраченных с приходом эсператизма) неизвестен, но несомненен интерес к данной области знаний.
Ни разу не выступал в качестве персонажа-репортера напрямую.

### Альдо Ракан
Внук Матильды Ракан, супруги покойного Анэсти Ракана. Первоначально живёт с бабкой в Агарисе, как и все его отслеживаемые предки. Считается последним прямым потомком истинных Раканов, свергнутых Франциском Олларом.
С первой книги даются намёки, что истинное положение вещей не соответствует общепринятому мнению.
В самом начале книги с Альдо связываются гоганы, которые заключают с ним сделку: помочь ему узурпировать власть в Талиге в обмен на передачу Раканом первородства и развалин древней столицы Гальтары. Альдо соглашается, сделка заключается, залогом сделки служит юная гоганни Мэллит, влюблённая в Альдо. Следом к Альдо обращается Орден Истины — один из 7 эсператистских орденов с весьма дурной репутацией готовых на всё властолюбцев. Альдо заключает похожую сделку и с ними, пообещав передать ордену древнее аббатство Ноха в современной столице Кабитэле-Олларии.
Получив власть, Альдо обманывает гоганов и приказывает убить их посланника, что явился к нему истребовать вторую часть сделки — то есть передать Гальтару. Позже лидер гоганов Енниоль приезжает в столицу, придя в ужас перед возможным из-за клятвопреступления Ракана концом света, делится этим с Робером Эпинэ. Тем не менее остается жива и здорова «ставшая залогом» Мэллит, которая должна была бы первой получить магический удар от такого события. Таковой факт имеет два объяснения: а) Альдо не является истинным Раканом; б) убитый посланник был самозванцем, а не полномочным представителем гоганов.
Альдо Ракан захватывает власть в момент серьёзных внутренних неурядиц в Талиге, усугублённых тем, что сильнейшие и преданные Олларам армии и их военачальники находятся на войне далеко от столицы. В захвате власти ему помогает предатель — генерал Симон Люра, впоследствии убитый за это Алвой.
Захватив власть, Альдо объявил о восстановлении Талигойи и попытался возродить некоторые обычаи Золотой империи. На самом деле втайне от других он готовится к воссозданию Золотой Анаксии и возрождению абвениатства, надеясь получить в своё распоряжение древние магические силы. Альдо переименовывает столицу в Ракану, разрушает олларовские памятники и олларианские храмы, даже разоряет могилу узурпатора Франциска Оллара и его супруги Октавии. Не имея средств для выплаты жалования солдатам, Альдо сквозь пальцы смотрит на то, что они грабят его подданных. Он приближает к себе садиста Айнсмеллера, назначенного цивильным комендантом Раканы. По прошествии некоторого времени Альдо намеренно выдает его на растерзание толпе, обвинив во всех грехах.
Фердинанд после отречения от престола заключён в тюремную крепость Багерлее, его жена находится во дворце и именуется «госпожа Оллар». Также в Багерлее помещён и Рокэ Алва, который, спасая короля, по своей воле сдался узурпатору.
Одержимый идеей собрать магические реликвии предков, Альдо истребовал у кардинала Левия жезл Раканов, а позже получил от Окделла меч Раканов, который отдал последнему Рокэ Алва, переодевшийся своим предком Рамиро-Вешателем, положив на правильное место ночью в часовне (ранее меч принадлежал королям Раканам, от них перешёл Олларам, затем был подарен Фердинандом Алве за кампанию в Варасте и утрачен с помещением Алвы в Багерлее). Альдо пробует применить реликвии в Доре, но безрезультатно.
Погиб при попытке объездить жеребца Моро, принадлежавшего Алве. Из текста книги «Синий взгляд смерти» становится ясно, что смерти Альдо поспособствовал генерал Карваль, подрезав подпругу седла Моро.

### Кардинал Сильвестр
В миру Квентин Дорак. Глава олларианской церкви и одновременно «серый кардинал» Талига, тайный правитель и мозговой центр при слабом короле Фердинанде. Ненавистен эсператистам и Людям Чести. Искренний государственник, желающий процветания талигойской державы.
Близок с Рокэ Алвой, которого знал с раннего детства, обсуждает с ним текущие политические и «магические» вопросы.
Умирает от сердечного приступа в середине «Лика Победы», что при слабости короля открывает простор для деятельности семейств Манрик и Колиньяр, которые развязали политические репрессии.
На текущий момент через персонажей-репортеров объяснено, как действия Сильвестра — сосредоточение всей полноты власти в своих руках, возвышение Манриков и Колиньяров, гонения на «старую знать» — способствовали созданию нестабильности и ослаблению законной власти Талига и привели страну к кризису.

### Кардинал Левий
Член эсператистского ордена Милосердия (эмблема — голубь). Появляется в середине первого тома «Зимнего Излома». Глава эсператистской церкви Талигойи (Талига).
Амбициозен, предпринимал активные действия для возвращения в Талиг эсператизма, надеялся на избрание в Эсперадоры и желал очистить эсператистскую церковь от позднейших наслоений, вернув её к первоначальным идеям и принципам. Человек в достаточной степени благородный, очень умный и немало осведомлённый, в том числе о магических силах Кэртианы.
Друг Робера Эпинэ (причина сближения — недовольство Робера Раканом и полуосознанный поиск им союзника); в беседах этих двух персонажей раскрывается немало информации о генеалогических вопросах времен Франциска Оллара и о магических силах Кэртианы.
После разорения Агариса морисками получает информацию об этом в грубо зашифрованном виде от Марселя Валме, благодаря чему оказывается первым из числа главных столичных персонажей, знающих об этом.
Погибает в результате нелепой случайности после исхода незатронутых скверной горожан из Олларии.

### Арлетта Савиньяк
Графиня, урождённая Рафиано. Вдова, мать Лионеля, Эмиля и Арно Савиньяков.
Одна из самых влиятельных персон в Эпинэ. Впервые появляется в книге «Лик победы» при описании мятежа в Эпинэ. В дальнейшем не только выходит на первый план повествования, но и становится одним из репортеров.
Умна, красива и наблюдательна. Показана рассудительной и проницательной дамой, не лишённой тяги к необычному: вместе с кардиналом Левием изучает старинные гороскопы, позже исследует захоронения в Лаик и изучает старинные рукописи. Обладает врождённым чувством справедливости. Выбравшись из Олларии и прибыв на Север, в качестве советчика принимает деятельное участие в формировании нового двора и определении вектора дальнейшего развития страны.

### Марсель Валме
Виконт Валме. Старший сын и наследник одного из влиятельных аристократов герцогства Эпинэ — Бертрама Валмона.
Как второстепенный персонаж появляется в первой книге, в сцене, где почти проигрывает в карты свою любовницу — первую куртизанку Олларии Марианну. Алва берётся отыграться за него и с блеском отыгрывает не только даму, но и родовой перстень Ричарда Окделла.
Поначалу кажется легкомысленным и бесшабашным повесой, прожигателем жизни. Ловелас, любитель женщин, комфорта, хорошего вина и изысканной пищи. Ценитель прекрасного.
Уже во второй книге проявляется как активный участник событий: становится секундантом в четверной дуэли Алвы, а затем и отправляется с ним в Фельп в качестве «офицера для особых поручений при особе Первого маршала».
В ходе дальнейших событий показывает себя отважным и честным человеком, верным другом, а также талантливым дипломатом. Именно он как рассказчик показывает читателям практически всё, что происходит с Алвой в Фельпе, Урготе и Варасте, его «прыжок в дыру» и возвращение из Лабиринта. Его же глазами показаны многие события во время правления Альдо Ракана.

## Магические силы
Связи между различными магическими силами в тексте не раскрыты напрямую. В начале цикла потусторонние явления почти никак себя не проявляют.

### Выходцы
Вернувшиеся мертвецы. После пребывания выходца в доме мгновенно скисает молоко, становится холодно, вырастает обильная плесень, гниют цветы, ткани и дерево. Могут увести за собой человека, обычно кровного родственника, который в свою очередь становится выходцем. Выходцев часто сопровождает пегая кобыла — мистическое существо, оставляющее за собой след слепой подковы и не отбрасывающее тени. Может оставлять за собою следы-метки в виде фрески.
Выходцы подчиняются некоему существу женского пола, про которое неизвестно ничего, кроме местоимения «Она».
С точки зрения эсператизма выходцы — зло. Люди боятся выходцев, в основном из опасения быть уведёнными и самим стать такими. Старые абвениатские заклятия и обряды, основанные на призыве/обращении к силам четырёх стихий, отгоняют выходцев.
Выходцы бывают разные: некоторые из них помнят себя (как Зоя Гастаки) и могут приходить не только к кровной родне (в таком случае от них ничего не гниёт). Такие выходцы дают живым полезные советы, которые, к сожалению, очень сложно понять из-за странной манеры изъясняться.

#### Известные выходцы
- Арнольд Арамона — бывший начальник (капитан) школы унаров Лаик. Был уведен из дома выходцем (отцом Германом), однако неосторожно сел на незнакомую, но уже осёдланную пегую кобылу.
- Зоя Гастаки — сестра бордонского дожа, капитан галеаса «Морская Пантера», на котором офицерские должности занимали женщины. Стала выходцем после прихода капитана Арамоны (фактически сама же и призвав). Влюблена в него, хочет быть с ним всегда, для чего спасает его вдову Луизу Арамона (для того, чтобы та умерла не раньше, чем второй раз выйдет замуж или иным путем разорвет связь с покойным мужем).
- Цилла (Люцилла) — младшая дочь капитана Арамоны. Стала выходцем после прихода в семью выходца Арамоны. Семья изгнала его четверным заклятием, но Цилла была наказана и ночевала одна в пустой комнате, благодаря чему Арамона выманил её в окно. Отметилась на погромах в день святой Октавии и в Доре. В силу неких причин становится «Королевой Холода», получив намного более широкие полномочия, нежели обычные выходцы.
- Удо Борн, граф Гонт. Был сподвижником Альдо Ракана, но позже пришёл к выводу, что король проводит политику, ведущую к катастрофе. Стал выходцем после отравления, предположительно организованного Альдо. Упокоен Валентином Приддом при помощи заклятия родной крови.
- Юстиниан-Теофил-Георг Придд (он же Джастин) — старший брат Валентина Придда. После гибели при загадочных обстоятельствах был поднят в виде выходца старшей сестрой Габриэллой, желающей погубить остальную родню. Убийству близких предпочел вторую смерть — попросил Валентина помочь ему «упокоиться».
- Герман Супре — олларианский священник и ментор школы Лаик. Предположительно убит пьяным Арамоной со страху. Неоднократно является Матильде, чтобы помочь и предупредить о грозящей живым опасности. Вместе с Паоло навещал Окделла.
- Паоло Куньо. Был унаром в Лаик одновременно с Ричардом Окделлом. Стал выходцем после того, как исчез из Лаик одновременно с отцом Германом. Являлся Мэллит, вместе с отцом Германом навещал Окделла. Никому не желает зла, напротив, старается уберечь живых.
- Енниоль — старейшина гоганской общины Агариса, не сумевший вывести свой народ из обречённого Агариса и погибший вместе с ним. Является Мэллит вместе с Паоло.
- Гизелла фок Дахе — дочь торского полковника. Стала выходцем после казни за попытку организации убийства Селины Арамона, предпринятой в качестве мести Лионелю Савиньяку. Уже в этом качестве пыталась увести Арно Савиньяка, а затем своего отца, но не преуспела благодаря вмешательству Валентина Придда и Лионеля. Окончательно убита выходцем Арнольдом Арамона, вставшим на защиту старшей дочери.

### Синеглазая сестра смерти
Изображение женщины с синими глазами, появляющееся на картинах и стенных фресках. Отмечено на древней картине художника Диамни Коро, причём впоследствии с картины исчезло и осталось только на её древних копиях. На момент разорения Альдо Раканом могилы Франциска Оллара находится именно там и уходит при разорении.
В тексте упоминается Оставленная — возлюбленная одного из Абвениев (Унда). Возможно, что она и есть синеглазая сестра смерти. Также упоминается о синих глазах королевы Октавии, вдовы Рамиро Алвы и жены Франциска Оллара, родившей каждому из них по сыну. Возможно, что она есть Оставленная, принявшая человеческий облик.
Синий цвет считается связанным со смертью испокон веков.
В книгах описывается действие яда, приняв который живое существо засыпает. Если его не будить, то через некоторое время сон прекращается без всяких последствий. А вот если отравленного разбудить, то он умирает, причём белки глаз приобретают характерный синий цвет.

### Астэры
Первоначально — спутники богов Кэртианы, впоследствии самостоятельные сущности. Духи Молний (фульги и фульгаты), Ветра (эвро и эвроты), Скал (литто и литтэны) и Волн (найеры и найери). Составляли свиту соответствующего Абвения, бессмертны, могут по желанию пребывать в человеческом теле или в развоплощённом состоянии, менять пол и облик.
- Найери — Лауренсия, агарисская любовница Робера Эпинэ, у которой он встречался с гоганом.

- Фульга — сущность, принимавшей облик Мэллит, Лауренсии и Вицы, которая затем спасла Робера от Циллы по дороге из Алата в Эпине.

- Литтэн — «Невепрь», появившийся перед обрушением Надора.

- Эвро — 1) поселившиеся на горе Хексберг у одноимённого города, находятся в долгой связи с местными моряками, при желании покидать гору; 2) сущность из повести «Белая ель», вмешавшаяся в жизнь героев книги.

### Зверь Раканов
Чудовище, способное уничтожить целый город (на месте уничтоженного города Гальбрэ остались только ямы с солёной водой, считается, что это дело Зверя). Предположительно на старой шкатулке, принадлежащей Раканам и отданной Альдо гоганам, изображён именно Зверь Раканов.
«Цена Зверя — жизнь. Имя Зверя забыто, а Зову цена — смерть», из чего следует, что за призыв (или же, возможно, создание) Зверя придётся расплатиться собственной жизнью. Именно поэтому древние анаксы предпочитали действовать силой армий и дипломатией, оставляя Зверя лишь на крайний случай.
Зверь как-то связан с актуальным Раканом.
На данный момент общепризнано, что Зверь не какое-то конкретное существо, а силы природы, которые могут разбудить (и укротить) Ракан, Повелители стихий или их кровные вассалы.

## Отзывы критиков
«Отблески Этерны» названы Миром Фантастики «лучшим образчиком исторического фэнтези на всем постсоветском пространстве» в 2005 году.

## Культурные аллюзии
«Отблескам Этерны» посвящён целый альбом песен исполнительницы Канцлер Ги «Тень на стене» («Песня о мёртвой долине», «Брат мой, брат», «Романс Квентина Дорака» (Дорак — Алве), «„Слезы“ и „Кровь“», «R.-R.» (Рокэ-Ричарду), «Тень на стене», «Разными дорогами», «Что ищешь ты, ветер…», «Кэнналийская песня», «Bagerlee Blues», «Романс Ротгера Вальдеса» (Вальдес — Кальдмееру), «Кэцхен», «Судьба моя — звездный иней», «Страдания Леонарда Манрика»), а также некоторые другие песни («Иноходец»,"Романс Валме", «Романс Олафа Кальдмеера», «Торский блюз»).
Как высказывалась сама Канцлер Ги о данном цикле романов: «Сюжет там идет очень динамично по нескольким линиям, присутствует некая детективная закваска, над которой надо думать».

## Экранизация
Осенью 2020 года стало известно о начале съёмок сериала «Этерна» по мотивам романов Камши. Сериал должен включать пять сезонов, первый из которых планируется снять в 2021 году. Осенью 2020 года начались съёмки пилотного эпизода.
Кроме того, разработчики сериала сообщили, что по миру «Отблесков Этерны» создаются комиксы и видеоигра.
20 января 2022 г. на «Кинопоиске» состоялась премьера пилотной серии сериала по первой книге цикла «Красное на красном» под названием «Этерна: Часть первая». Она длилась 80 минут. Её режиссёром стал Евгений Невский, сценарий написали Сергей Юдаков и Евгений Баранов.
Первая серия показывает события первых глав книги, достаточно близко к исходному тексту. Премьера вызвала неоднозначные отклики зрителей и критиков, хотя в целом сериал был воспринят положительно. Премьера сериала состоится на «Кинопоиске» 5 июля 2025 года.